# Джордан, Дэвид Старр
Дэ́вид Старр Джо́рдан (англ. David Starr Jordan, 19 января 1851 — 19 сентября 1931) — американский ихтиолог, зоолог и пацифист. Был президентом двух университетов — Индианского и Стэнфордского.

## Биография
Джордан родился в Гейнсвилле на севере штата Нью-Йорк, в юности интересовался ботаникой и систематикой растений. В 1869 году поступил в Корнелл и в 1872 году получил степень магистра. Преподавал и занимался наукой в различных высших учебных заведениях Среднего Запада США.
В 1874 году Джордан посетил лабораторию Комитета рыбного хозяйства США, где попал под влияние ихтиолога Спенсера Фуллертона Бэйрда. До середины 1880-х годов Джордан, при финансовой поддержке Бэрда, ежегодно устраивал ихтиологические экспедиции, сначала по Индиане и Висконсину, а после 1876 года преимущественно по югу США, рыбы которого были мало известны; собранные образцы отправлялись в Смитсоновский институт, главой которого в те годы был Бэрд.
В 1876 году, будучи профессором в Батлеровском университете, опубликовал одну из своих основных работ — «Справочник по позвоночным севера Соединённых Штатов, включая территорию к востоку от реки Миссисипи и к северу от Северной Каролины и Теннесси, и не включая морские виды» (англ. A Manual of Vertebrates of the Northern United States Including the District East of the Mississippi River and North of North Carolina and Tennessee, Exclusive of Marine Species).
В 1878 году стал доктором философии. В 1879 году получил позицию профессора зоологии в Индианском университете. В 1880 году в связи с проверкой рыбных хозяйств страны, организованной Бэрдом, Джордан организовал экспедицию по изучению рыб всего тихоокеанского побережья США, от мексиканской и до канадской границы. В 1884 году профессору зоологии было предложено стать президентом Индианского университета. Хотя Джордан продолжал заниматься наукой, он был эффективным администратором и улучшил финансовое положение университета.
В 1891 году Джордану было предложено стать первым президентом Стэнфордского университета. Он согласился; вместе с ним в Калифорнию переехал ряд профессоров и студентов Индианского университета. Джордан был президентом до 1913 года и канцлером (номинальным главой университета) до 1916 года.
В 1896—1900 гг. вместе с Эверманном опубликовал классический четырехтомный справочник «Рыбы Северной и Средней Америки» (Fishes of North and Middle America).
В 1905 году скрыл доказательства отравления своей начальницы, спонсора его университета Джейн Стэнфорд, объявив о естественных причинах её кончины.
В XX веке занялся публицистикой; придерживался пацифистских взглядов, опубликовал ряд работ по евгенике. Считал войну противоестественной деятельностью, которая уничтожает сильнейших особей человека.
Дэвид Старр Джордан умер в Пало-Алто в 1931 году в возрасте 80 лет.
В 1986 году в честь этого ученого была учреждена Джордановская премия (англ. David Starr Jordan Prize) — международная премия, которая вручается примерно раз в три года молодому ученому за инновационный вклад в области эволюции, экологии, популяционной биологии или биологии организмов.

## Таксоны, названные в честь Джордана
В честь Дэвида Джордана названы три рода рыб — Davidjordania (ликоды-джордании или ликоды Джордана), Jordania (джордании или бычки Джордана) и Jordanella (джорданеллы) — и несколько десятков видов, в том числе:
- Caulophryne jordani (каулофрина Джордана, мохнатый удильщик Джордана)
- Cyclopteropsis jordani (круглопёрик Джордана)
- Eopsetta jordani (камбала Джордана, калифорнийская эопсетта)
- Lampanyctus jordani (лампаникт Джордана)
- Lutjanus jordani (рыжий парго, луциан Джордана)
- Lycenchelys jordani (лиценхел Джордана)
- Malthopsis jordani (острорылая рыба-лопата Джордана)
- Patagonotothen jordani (патагонская нототения Джордана)
- Ptychidio jordani (птихидий Джордана)
- Ronquilus jordani (ронкила Джордана)